# 熔岩溫泉 (愛達荷州)
熔岩溫泉（英語：Lava Hot Springs）是一個位於美國愛達荷州班諾克縣的城市。

## 地理
熔岩溫泉的座標為42°37′10″N 112°00′51″W / 42.61944°N 112.01417°W，而該地的平均海拔高度為1530米（即5020英尺）。

## 人口
根據2010年美國人口普查的數據，熔岩溫泉的面積為1.86平方千米，當中陸地面積為1.79平方千米，而水域面積為0.07平方千米。當地共有人口407人，而人口密度為每平方千米218.82人。